# Mboro
Mboro és una petita ciutat costanera del nord-oest del Sénégal, situada sobre la secció del litoral anomenada la Gran Costa.

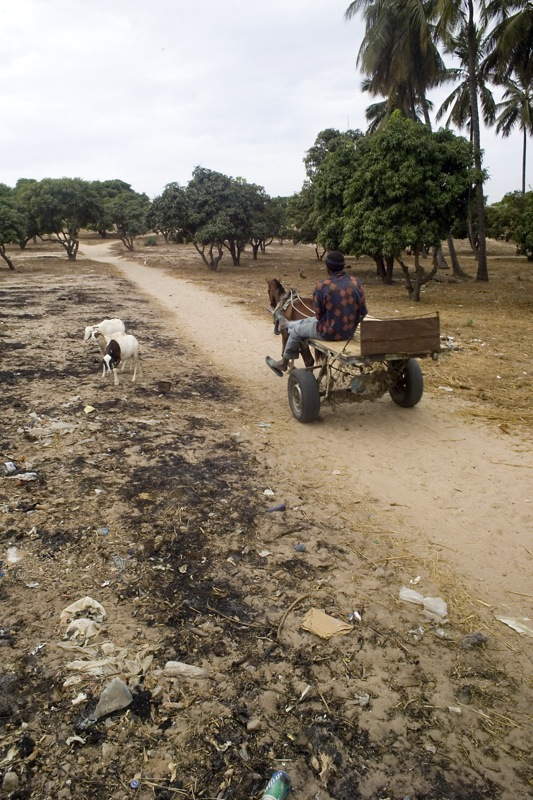
Rodalies de Mboro

## Història
El 1861 Louis Faidherbe hi va establir una posició militar francesa. Els anys 1862-1863, les tropes del coronel Pinet-Laprade, antic governador del Sénégal, van explorar el lloc que no tenia més que algunes cabanes peuls. El 1936, l'administració colonial va decidir instal·lar-hi una estació agrícola destinada a la producció marisquera i fruitera, i es va crear Mboro. Mitjançant alguns avantatges materials, les poblacions del veïnat van ser encoratjades a establir-se al lloc.

## Administració
La localité fou erigida en municipi l'any 2002. Pertany al departament de Tivaouane a la regió de Thiès.

## Geografia

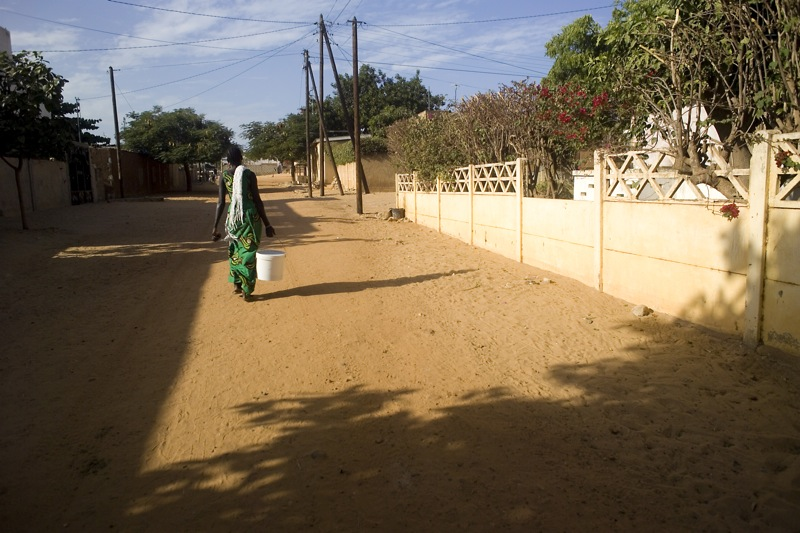
Un carrer en calma

La ciutat està situada a 25 km a l'oest de Tivaouane i a 117 km al nord de Dakar.

### Física géologique
El paisatge és de dunes de sorra fina i clara, els Niayes.

### Població
En el moment del cens de 2002, la població és d'11.809 habitants.
En 2007, segons les estimacions oficials, Mboro compte 12.289 persones.

### Activitats econòmiques

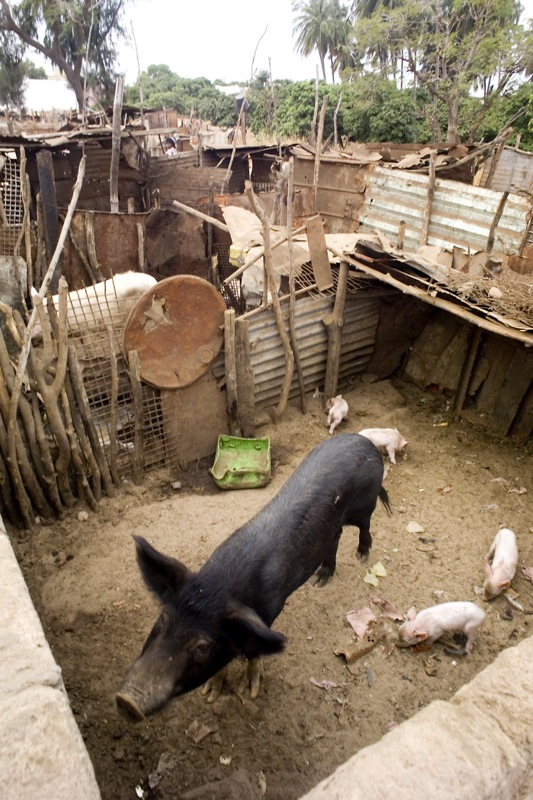
Ramaderia de porcs

Mboro viu essencialment de la pesca, del marisc, de l'extracció i la transformació dels fosfats de la mina de ICS (Industrie Chimique du Sénégal, antiga CSPT o Compagnie Sénégalaise des Phosphates de Taïba).
La seva situació pròxima de la costa és igualment propicia a les activitats turístiques.